# Димитър Тръпков (Воден)
Димитър Тръпков (на гръцки: Δημήτριος Τρούπκος, Димитриос Трупкос или Τράπκος, Трапкос) е гръцки революционер и военен от български произход, герой от Гръцката война за независимост.

## Биография
Тръпков е роден в град Воден (днес Едеса, Гърция). При избухването на Гръцкото въстание взима участие в Негушкото въстание. След падането на Негуш се сражава в Южна Гърция като началник на част. След създаването на новата гръцка държава Тръпков влиза в армията.